# Irtysz Omsk
Irtysz Omsk (ros. «Иртыш» Омск), właśc. NP Futbołnyj Klub „Irtysz” Omsk” (ros. НП «Футбольный Клуб «Иртыш» Омск») – rosyjski klub piłkarski z Omska na Syberii.

## Historia
Nazwy:
- 1946: Krylja Sowietow Omsk (ros. «Крылья Советов» Омск)
- 1947—1948: Drużyna Zawoda im. Baranowa (ros. Команда «завода имени Баранова»)
- 1949: Bolszewik Omsk (ros. «Большевик» Омск)
- 1957: Krasnaja Zwiezda Omsk (ros. «Красная Звезда» Омск)
- 1958—2006: Irtysz Omsk (ros. «Иртыш» Омск)
- 2006—2008: Irtysz-1946 Omsk (ros. «Иртыш-1946» Омск)
- od 2009: Irtysz Omsk (ros. «Иртыш» Омск)

Założony 9 czerwca 1946 w mieście Omsk jako Krylia Sowietow.
W tym że roku zespół debiutował w Trzeciej grupie, podgrupie Syberyjskiej Mistrzostw ZSRR. W następnym sezonie pod nazwą Drużyna Zawoda imienia Baranowa występował w Drugiej Grupie, podgrupie 2. W 1949 już jako Bolszewik Omsk zajął 11 miejsce, ale od następnego sezonu nie występował w rozgrywkach Mistrzostw ZSRR.
Dopiero w 1957 zespół Krasnaja Zwiezda Omsk ponownie startował w Klasie B, grupie Dalekowschodniej. Od 1958 klub nazywa się Irtysz Omsk (od rzeki Irtysz).
Po reorganizacji systemu lig ZSRR w 1963 znalazł się w Drugiej Lidze, w której występował do 1990, z wyjątkiem sezonów 1966—1969 oraz 1984, kiedy to reprezentował miasto w Pierwszej Lidze.
W 1991 występował w Drugiej Niższej Lidze.
W Mistrzostwach Rosji klub startował w Pierwszej Lidze, grupie Wschodniej, w której występował do 1998, z wyjątkiem 1996, kiedy to spadł do Drugiej Ligi.
Od 1999 przez 10 kolejnych lat klub występował w Drugiej Dywizji, grupie Wschodniej.
W 2009 roku wygrał grupę wschodnią Drugiej Dywizji i awansował do Pierwszej Dywizji. Tam zajął jednak przedostatnie (19.) miejsce i spadł ponownie do Drugiej Dywizji.

## Osiągnięcia
- 1 miejsce w Klasie B ZSRR, grupie 5: 1960
- 1/16 finału w Pucharze ZSRR: 1989
- 1 miejsce w Drugiej Dywizji, grupie wschodniej: 1996, 2009
- 1/8 finału w Pucharze Rosji: 1996, 2001